# Crestwood (Missouri)
Crestwood és una població dels Estats Units a l'estat de Missouri. Segons el cens del 2000 tenia 11.863 habitants.

## Demografia
Segons el cens del 2000, Crestwood tenia 11.863 habitants, 5.111 habitatges, i 3.521 famílies. La densitat de població era de 1.272,3 habitants per km².
Dels 5.111 habitatges en un 24% hi vivien nens de menys de 18 anys, en un 57,8% hi vivien parelles casades, en un 8,7% dones solteres, i en un 31,1% no eren unitats familiars. En el 27,5% dels habitatges hi vivien persones soles el 14,9% de les quals corresponia a persones de 65 anys o més que vivien soles. El nombre mitjà de persones vivint en cada habitatge era de 2,32 i el nombre mitjà de persones que vivien en cada família era de 2,83.
Per edats la població es repartia de la següent manera: un 20% tenia menys de 18 anys, un 5,9% entre 18 i 24, un 24,3% entre 25 i 44, un 25% de 45 a 60 i un 24,8% 65 anys o més.
L'edat mediana era de 45 anys. Per cada 100 dones de 18 o més anys hi havia 85,3 homes.
La renda mediana per habitatge era de 54.185 $ i la renda mediana per família de 64.240 $. Els homes tenien una renda mediana de 46.473 $ mentre que les dones 31.934 $. La renda per capita de la població era de 26.793 $. Entorn de l'1,5% de les famílies i el 2,4% de la població estaven per davall del llindar de pobresa.

## Poblacions més properes
El següent diagrama mostra les poblacions més properes.